# Cabo Engaño
Cabo Engaño is het meest oostelijke punt van de Dominicaanse Republiek in de provincie La Altagracia aan de Golfo Mona. Het wordt gebruikt om de oost-westelijke afstand van het land te meten. Aan de westelijke kant ligt het punt bij Las Lajas. De letterlijke vertaling van engaño is 'misleiding'. 
Santiago de la Fuente, een Dominicaanse Geograaf (1976) beweert dat het uiterste oostelijke punt Punta de Agua is en niet Cabo Engaño.
Cabo Engaño ligt op de kust van Costa del Coco waarvan de naam is ontstaan door de spierwitte stranden. Een vuurtoren geeft het punt aan voor de scheepvaart.
Het is een belangrijke toeristische plaats voor windsurfers, maar niet ongevaarlijk door de sterke wind en golven.
De dichtstbijzijnde plaatsen liggen rond de luchthaven Punta Cana International Airport ten noorden van Punta Cana. Het zijn Punta Cana Village ten zuiden en Los Manantilas ten noordwesten daarvan.
Bestuurlijk is het een gehucht (paraje) van het gemeentedistrict (distrito municipal) Verón Punta Cana in de gemeente Higüey.